# Salomona vittata
Salomona vittata är en insektsart som beskrevs av Kuthy 1910. Salomona vittata ingår i släktet Salomona och familjen vårtbitare. Inga underarter finns listade i Catalogue of Life.